# Lavigera grandis
Lavigera grandis је пуж из реда Sorbeoconcha и фамилије Thiaridae.

## Угроженост
Ова врста није угрожена, и наведена је као последња брига јер има широко распрострањење.

## Распрострањење
Ареал врсте је ограничен на мањи број држава. 
Врста је присутна у Бурундију, ДР Конгу, Замбији и Танзанији.

## Станиште
Станишта врсте су језера и језерски екосистеми и слатководна подручја.